# Боровиківська сільська рада (Звенигородський район)
Борови́ківська сільська́ ра́да — адміністративно-територіальна одиниця та орган місцевого самоврядування у Звенигородському районі Черкаської області. Адміністративний центр — село Боровикове.

## Загальні відомості
- Населення ради: 637 осіб (станом на 2001 рік)

## Населені пункти
Сільській раді були підпорядковані населені пункти:
- с. Боровикове
- с-ще Юркове

## Склад ради
Рада складалася з 14 депутатів та голови.
- Голова ради: Красюк Анатолій Михайлович
- Секретар ради: Завалій Валентина Миколаївна

### Керівний склад попередніх скликань
| Прізвище, ім'я, по батькові | Основні відомості                                                 | Дата обрання | Дата звільнення |
| --------------------------- | ----------------------------------------------------------------- | ------------ | --------------- |
| Красюк Анатолій Михайлович  | Сільський голова, 1970 року народження, освіта вища, безпартійний | 26.03.2006   | 31.10.2010      |
| Красюк Анатолій Михайлович  | Сільський голова, 1970 року народження, освіта вища, безпартійний | 31.10.2010   |                 |

Примітка: таблиця складена за даними сайту Верховної Ради України

### Депутати
За результатами місцевих виборів 2010 року депутатами ради стали:

#### За суб'єктами висування
| Суб'єкт висування | Кількість обраних депутатів | %   |
| ----------------- | --------------------------- | --- |
| Самовисування     | 14                          | 100 |

#### За округами
| № округу | Прізвище, ім'я, по батькові     | Дата визнання обраним | Освіта  | Партійна приналежність | Відомості про обраного депутата                                              |
| -------- | ------------------------------- | --------------------- | ------- | ---------------------- | ---------------------------------------------------------------------------- |
| 1        | Козак Микола Анатолійович       | 03.11.2010            | вища    | позапартійний          | Боровиківський НВК, оператор котельні                                        |
| 2        | Завалій Валентина Миколаївна    | 03.11.2010            | вища    | позапартійна           | Боровиківська сільська рада, секретар                                        |
| 3        | Бойко Жанна Михайлівна          | 03.11.2010            | вища    | позапартійна           | Боровиківська сільська рада, бухгатлер                                       |
| 4        | Підгрушній Петро Михайлович     | 03.11.2010            | вища    | позапартійний          | СВК «Козацький», електрик                                                    |
| 5        | Красюк Олена Василівна          | 03.11.2010            | вища    | позапартійна           | Боровиківськи навчально-виховний комплекс, витель                            |
| 6        | Лазаренко Володимир Миколайович | 03.11.2010            | вища    | позапартійний          | СВК «Козацький», водій                                                       |
| 7        | Клименко Меланія Михайлівна     | 03.11.2010            | вища    | позапартійна           | пенсіонер                                                                    |
| 8        | Лазебник Василь Іванович        | 03.11.2010            | вища    | позапартійний          | тимчасово не працює                                                          |
| 9        | Деміч Людмила Миколаївна        | 03.11.2010            | вища    | позапартійна           | Звенигородський територіальний центр захисту населення, соціальний працівник |
| 10       | Бойко Олена В'ячеславівна       | 03.11.2010            | вища    | позапартійна           | Відділ зв'язку Боровикове, листоноша                                         |
| 11       | Боровик Наталія Андріївна       | 03.11.2010            | вища    | позапартійна           | Боривиківський навчально-виховний комплекс, вихователь                       |
| 12       | Палій Володимир Васильович      | 03.11.2010            | середня | позапартійний          | тимчасово не працює                                                          |
| 13       | Кравець Олександр Васильович    | 03.11.2010            | середня | позапартійний          | тимчасово не працює                                                          |
| 14       | Гапін Валентина Володимирівна   | 03.11.2010            | вища    | позапартійна           | тимчасово не працює                                                          |

## Природно-заповідний фонд
На землях сільради розташовано гідрологічні заказники місцевого значення Загребля-Попове-Турське, Маслове та Михайлівський.